# Heráldica y Vexilología

Símbolo de un país (España) donde se combina la Heráldica (escudo) y la Vexilología (bandera)

La Heráldica y la Vexilología son dos ciencias históricas complementarias que abordan aspectos diferentes en el estudio de símbolos identitarios. Mientras la primera ciencia se centra en el blasonamiento de los escudos de armas la segunda ciencia se enfoca en el estudio de las banderas (además de elementos análogos como enseñas, estandartes, pendones o guiones, etc) y los signifcados que tales símbolos representan en la actualidad y a lo largo de la historia.

Símbolo de un municipio (Ciudad Autónoma de Buenos Aires) donde se combinan igualmente un componente heráldico (escudo) y otro vexilológico (bandera)

## Un pasado común y un presente diferente
Durante muchos siglos ambas ciencias han estado fusionados y estudidas como una porque «se consideraba que las banderas eran meros soportes materiales de los escudos, cuando, en la realidad, son un símbolo distinto y con su propia personalidad». Por lo tanto, aunque la Heráldica lleva siendo tratada durante siglos, en todos los tratados abordaban igualmente todos los elementos y aspectos que actualmente conforman la Vexilología como materia de investigación y estudio.
Así pues, en 1957 surge la Vexilología como una disciplina independiente de la Heráldica siendo bautizada con ese nombre por el investigador Whitney Smith, profesor de la Universidad de Yale. En español, la primera obra en acuñar el concepto es la firmada en 1976 por Vicente de Cadenas y Vicent.
Frente a las exigente reglas heráldicas, el principio fundamental que mueve a la reglas vexilológicas es la inconfundibilidad, que el espectador, de la forma más sencilla y ágil, puede identificar ese símbolo con su significado. Para alcanzar este objetivo primordial la vistosidad cromática se antoja como una función esencial para ese propósito exigiendo en los colores y en las figuras la mayor nitidez posible.

Mapa autonómico de España

## Heráldica y Vexilología territorial en España
Desde 1991 (en Játiva) y 1994 (en Zaragoza), se celebraron sendos encuentros con el objetivo de «acercar y unificar posturas y criterios en materia de Heráldica y Vexilología municipales» para asentar unas bases que sirvieran en la aprobación, modificación y rehabilitación de escudos y banderas municipales de las Comunidades Autónomas españolas. Por vicisitudes políticas y económicas se interrumpió su continuidad hasta 2008 (monasterio de Rueda) y, después, 2010 y 2014 en Madrid en ambas ediciones. Se prosiguió en 2018 con las V Jornadas de Heráldica y Vexilología Territoriales celebradas en Huesca, en el mes de octubre, y en 2022, en Barcelona, con la sexta edición.
En base al artículo 137 de la Constitución española de 1978 se afirma:

«El Estado se organiza territorialmente en municipios, en provincias y en las Comunidades Autónomas que se constituyan. Todas estas entidades gozan de autonomía para la gestión de sus respectivos intereses»
Constitución española de 1978, art. 137

Este articulado, junto con los correspondientes incluidos en los respectivos estatutos autonómicos y forales, van estableciendo normas nuevas que obligan a revisar las anteriores que afectan especialmente a los símbolos municipales y distantes en muchos casos «de la realidad teórica heráldica y vexilológica». Movidos, en parte, por esa disformidad se promueven estas diferentes ediciones de las Jornadas de Heráldica y Vexilología Territoriales.